# Rejon błagowieszczeński (obwód amurski)
Rejon błagowieszczeński (ros. Благовещенский район) – rejon w południowo-wschodniej Rosji, w południowej części obwodu amurskiego. Stanowi jeden z 20 rejonów obwodu. Siedzibą administracyjną jest miasto Błagowieszczeńsk.

## Demografia
W 2010 roku rejon zamieszkany był przez 19 641 mieszkańców.
Struktura płci w 2010 roku:
| Płeć      | Liczba ludności | %    |
| Mężczyźni | 9 609           | 48,9 |
| Kobiety   | 10 062          | 51,9 |
| Razem     | 19 641          | 100  |